# Tiger (zodiak)
Tigern är det tredje djuret av de tolv zodiakdjuren inom kinesisk astrologi.  De tolv djuren omfattar varsitt år, och när tolv år har gått börjar cykeln om.

## Åren och de fem elementen.
Personer som är födda inom dessa datum är födda "i tigerns år", men de har även följande elementtecken:
- 8 februari 1902 - 28 januari 1903: Vattentiger
- 26 januari 1914 - 13 februari 1915: Trätiger
- 13 februari 1926 - 1 februari 1927: Eldtiger
- 31 januari 1938 - 18 februari 1939: Jordtiger
- 17 februari 1950 - 5 februari 1951: Metalltiger
- 5 februari 1962 - 24 januari 1963: Vattentiger
- 23 januari 1974 - 10 februari 1975: Trätiger
- 9 februari 1986 - 28 januari 1987: Eldtiger
- 28 januari 1998 - 15 februari 1999: Jordtiger
- 15 februari 2010 - 3 februari 2011: Metalltiger